# 马先富
马先富（1954年—），山东莒县人，汉族，中华人民共和国政治人物、第十一届全国人民代表大会山东地区代表。
毕业于山东省委党校经济管理专业，是中共党员。担任山东省莒县陵阳街村党总支书记。2008年起担任全国人大代表。